# Дохоко
До́хоко (яп. 銅矛, 銅鉾 — бронзова піка, бронзовий спис) —  різновид бронзового списа в стародавній Японії, вістря якого мало втулку для дерев'яного ратища. Набув поширення у період Яйой у 800 (300) до н. е. — 300. Виготовлявся литтям з бронзи. Довжина наконечника становила 40—45 см.

## Короткий опис
Бронзові списи дохоко походять з Корейського півострова. У середині 1 тисячоліття до н. е. їх завозили до Японського архіпелагу, але на початку нашої ери японці налагодили власне виробництво цих знарядь. 
За зразком корейських аналогів, більшість японських списів мають одне кільце-вушко у нижній частині втулки леза. Здайдені у префектурі Саґа списи з вушками з обох сторін втулки зустрічаються рідко. Частіше трапляються списи без вушок. Археологи вважають, що до такихкілець- вушкок кріпився шмат тканини, який виконував функцію розпізнавального знаку на війні.  
Існує декілька типів списів дохоко:
- вузьколезий бронзовий спис (細形銅矛 ) — спис із тонким стеблоподібним лезом. Зустрічається на початку періоду Яйой на півночі острова Кюсю в урнових керамічних похованнях.
- середньовузьколезий бронзовий спис (中細形銅矛) — спис із дещо розширеним лезом. Зустрічається у середині періоду Яйой у похованнях північіної і центральної частини острова Кюсю у супроводі бронзових дзеркал. Наприкінці доби Яйой використовувався в районах Внутрішнього Японського моря як сакральний предмет разом із пласколезими бронзовими мечами.
- середньошироколезий бронзовий спис (中広形銅矛) — спис із відносно широким лезом. Зустрічається у пізню добу періоду Яйой, переважно на Кюсю і районі Ідзумо, на стоянці Кодзіндані у префектурі Сімане. Використовувася як предмет культу.
- широколезий бронзовий спис (広形銅矛) — спис із широким лезом і дуже широким, непрактичним з військової точки зору, входом втулки. Зустрічається у пізню добу періоду Яйой, переважно на Кюсю. Використовувався як предмет культу.

Існують також інші різновиди списів дохоко, які знаходять лише на японському острові Цусіма поблизу Кореї. Це так звані рогоподібні (角形銅矛) і хрестоподібні (十字形銅矛) списи. Вони часто входять до скарбів місцевих синтоїстських святилищ. Через те що, такі вироби зустрічаються лише на цьому острові, дослідники припускають, що Цусіма займала особливе положення 
В цілому, японські бронзові списи дохоко впродовж усього періоду Яйой збільшились у розмірах. Вони поступово перестали використовуватися як зброя, ставши оберегами і сакральними предметами стародавніх японських правителів і святилищ.